# Kintu
Kintu, quinto o cocakintu (en quechua: k'intu; en aimara: chillt'a) se refiere a un grupo o ramillete de hojas de coca (Erythroxylum coca) seleccionadas y utilizadas ritualmente para realizar una ofrenda o un pukuy (oración andina) en los Andes de Perú, Bolivia, Chile y el noroeste de Argentina. Las ofrendas con kintus pueden estar dirigidas a la naturaleza como agradecimiento, o servir como mediadoras de las relaciones entre el mundo natural y el de los humanos. Se considera de buenos modales realizar un pukuy ('soplar un kintu') antes de introducirse las hojas de coca en la boca en el chacchado.

## Elpukuy

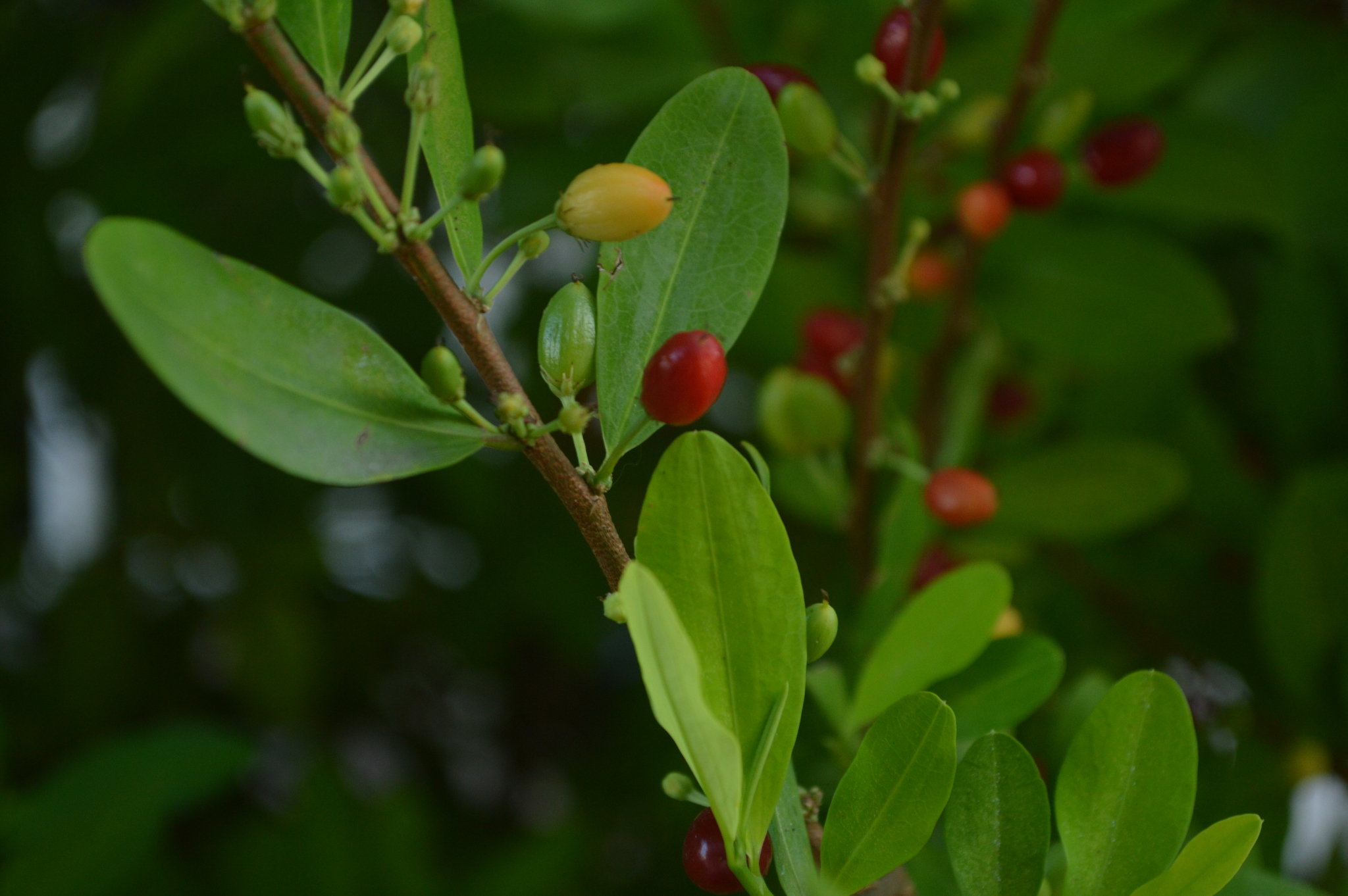
Las hojas de coca (Erythroxylum coca) han sido utilizadas ritualmente en ofrendas votivas en los Andes, incluso han sido quemadas en illas.

Dependiendo de la tradición cultural, el número de hojas seleccionadas va de 2 a más hojas. En un estudio de 1965 realizado por el antropólogo Fernando Fuenzalida en el pueblo de Moya en el departamento de Huancavelica sobre una ceremonia vinculada al culto a los Wamanis, este menciona que «del puñado de hojas de coca recibido, cada persona selecciona, de inmediato, las cuatro o cinco hojas más sanas, verdes y frescas».
Los aymaras en Chucuito (Puno) y los q'eros en Paucartambo (Cusco) utilizan kintus de tres hojas en sus rituales. En el kintu de tres hojas existen simbolismos asociados: la primera hoja representa a las divinidades masculinas (mundo de arriba, Hanan Pacha), la segunda a las femeninas (mundo de abajo, Pachamama, Uku Pacha) y la tercera a la humanidad (mundo presente, Kay Pacha).
El botánico estadounidense Timothy Plowman, estudioso de la coca, en su artículo titulado La etnobotánica de la coca de 1984 describe la ritualidad en el armado del kintu:

El primer paso es seleccionar dos o tres hojas de la bolsa de coca. A estas se les conoce como k'intu. Son colocadas cuidadosamente una sobre otra sujetándolas entre el dedo índice y el pulgar. Se lleva el k'intu frente a la boca y se sopla suavemente, al mismo tiempo el coquero invoca a las deidades y espíritus de las montañas y lugares sagrados locales. A este acto se le llama pukuy. Las hojas luego se pueden usar para el chacchado o son trituradas para luego ser sopladas al viento con nuevas invocaciones.
The Ethnobotany of Coca (Erythroxylum spp.,. Erythroxylaceae).
Plowman (1984): 103.